# ظهیرالدین رودراوری
محمد بن حسین رودراوری با لقب‌های ظهیرالدین و ابو شجاع، شهرت‌یافته به ظهیرُ الدین رودراوری (به عربی: ظهير الدين الروذراوري) (۱۰۴۵، اهواز- ۱۰۹۵م، مدینه) ادیب و شاعر عربی ایرانی در سدهٔ پنجم هجری و وزیر خلیفه مقندی بود. در اهواز زاده شد و اصالتاً از رودآور بود. روزگار وزارت او، امن و آرام وصف شده است. پس از وزارت، عزلت گزید و خانه‌نشین شد. سپس به رودآور تبعید شد؛ در ۴۸۸ق حج گذارد و مجاور مدینه شد. او در ۱۵ جمادی‌الثانی ۴۸۸ق در مدینه درگذشت.